# ルネ＝モーリス・ガットフォセ

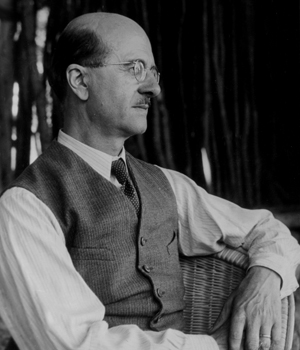
ルネ＝モーリス・ガットフォセ、1940年

ルネ＝モーリス・ガットフォセ（フランス語: René-Maurice Gattefossé、1881年 - 1950年）は、フランスの調香師、香料及び香粧品の研究者、経営者である。父のルイ・ガットフォセが経営するガットフォセ社で働き、精油の輸入と合成香料の輸出を行う事業に関わり、合成香料の研究を行った。父の会社を引きついで、元々の事業から皮膚や美容分野に事業をシフトさせ、香料や精油（エッセンス）の医療への利用に興味を持って研究した。1937年に、精油の医療面での利用を扱った本Aromathérapie – les huiles essentielles hormones végétales （アロマテラピー、芳香療法）を発刊し、同年に精油と芳香物質の「消毒・防腐・殺菌」の特性にテーマを絞り、Antiseptiques essentiels を発刊した。精油の医療への利用を科学的に研究した初期のひとりで、現在精油による療法を指す「アロマテラピー」は、ガットフォセが命名したといわれる。
香料及び香粧品化学を中心に多数の論文がある。その他に考古学、先史学、哲学、また超能力やアトランティスなどの秘儀的なテーマに興味を持ち、研究を行っている。歴史エッセイやSF小説も出版した。
経営者として成功したことから、リヨン（リオン、Lyon）香料企業連合の秘書官、後に副会長をつとめ、リヨン貿易見本市の指導者、A.I.C.A（Association Industrielle Commerciale et Agricole）の創立者など、様々な仕事をつとめ、地元の名士として知られた。

## 略歴

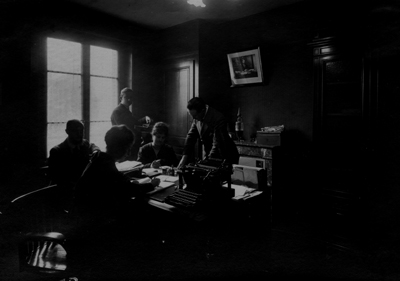
ガットフォセ社のオフィス、1919年

1881年に、ルイ・ガットフォセの息子としてフランスのリヨンに生まれた。ルイは1894年の国際博覧会以降、息子のアベルと共に経営していたガットフォセ社の事業に、精油の輸入と合成香料の輸出を加えた。当時調香師が使っていた香料の品質は一定しておらず、アルコールで大幅に希釈されたり、テルペン含有率が高かったり、合成香料も希釈され、濃度の定義も統一されていなかった。ルイ、アベル、ルネ＝モーリス・ガットフォセは、一定の濃度と香りを持つ純度100%の香料化合物の作成を試み、制作した。ガットフォセは調香師たちに使い方を指導するために、1906年にFormulaire du Parfumeur を著し、この本は版を重ねた。また、山岳地域で香料原料を栽培する貧しい農民のために、ラベンダーなどの栽培法・蒸留法などの技術的支援を行った。

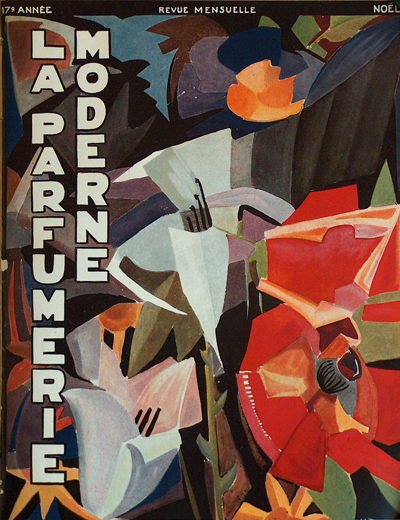
La Parfumerie moderne （1924年）

1910年に父ルイが亡くなった。同年ガットフォセはひどい火傷を負い、悪化した傷をラベンダー油で治療した。第一次世界大戦で兄のアベルとロベールが戦死し、ガットフォセは弟ジャンと共に家業の経営を行った。ガットフォセは植民地製品の研究のために、ジャンをモロッコに送り、ジャンは未知の植物をカタログにし、植民地での蒸留産業を計画した。この時期の仕事はLa Parfumerie moderne という冊子シリーズに記されている。La Parfumerie moderne は精油の美容製品への利用法などについても語られ、40冊以上も刊行され、当時の医師や治療家、美容製品や薬品を作る専門家から高い支持を受けたといわれる。刊行当初は精油の効能と香料にクローズアップしているが、後半は化粧品基材や学会報告などが増えており、内容に変遷が見られる。
ガットフォセは、民間薬としての精油の利用に興味を持ち、医師による癒傷作用試験や臨床報告をまとめ、Rôle physiologique des parfums （1924年）などの論文を医師と共同で著し、またUsi terapeutici dell'essenza di bergamotto （1932年）などの論文を発表した。これらの研究は最終的に、1937年にAromathérapie – les huiles essentielles hormones végétales とAntiseptiques essentiels として発刊された。著作は香料や精油の利用に影響を与え、リヨンのいくつかの病院で医師の助力を得ることができたため、ガットフォセは香料・精油の医療への利用の研究を続行した。芳香物質の皮膚への利用を研究し、治療的な美容製品の技術が進歩した。これらの研究はProduits de Beauté （1936年）などにまとめられ、スペイン語、イタリア語、ポルトガル語で翻訳された。
1950年に出版した化粧品の本を最後に、同年モロッコで没した。

## Aromathérapie
Aromathérapie – les huiles essentielles hormones végétales （1937年、以下Aromathérapie）は、精油やエッセンスの医療への利用についての著作であり、医師による報告や動物実験の結果が掲載され、当時の知見で化学的な分析も行われている。La Parfumerie Moderne の記事と、友人医師たちの臨床例が掲載された。ガットフォセはこの本を出版する前、おそらく1928年頃から著作で、ヨーロッパで広く行われていた精油を使った医療を「アロマテラピー」と呼んでおり、これをタイトルとした。医学博士の鳥居鎮夫は、精油を使った療法を、香りを嗅ぐことによって病気を治す療法を意味するアロマテラピー（芳香療法）と呼ぶのはおかしいが、おそらく香料の専門家であったガットフォセは、薬用植物の中で特に芳香性植物から抽出した精油の効能を取り扱うことを強調したのであろう、と述べている。
1940年にはAromathérapie 第2弾が執筆されたが、これは出版されなかった。
Aromathérapie は現存する本が長い間知られておらず、イギリスのアロマセラピストのロバート・ティスランドは、20年にわたってこの本を探していたが、あまりの手がかりのなさに存在さえ疑っていたという。C.W.Daniel社のイアン・ミラーがガットフォセの息子からこの本を入手し、ティスランドはこれを基に英訳を行い、抄訳に編集者のことば、ガットフォセの経歴と著作リスト、本文の補足、索引が追加し、1993年に英訳版が出版された。日本では、2006年に英語版（抄訳）に索引の増補と植物のリストを加えた日本語訳が『ガットフォセのアロマテラピー』として出版された。

### ガットフォセの神話
現存する本が長い間知られていなかったため、著作の内容については孫引きや伝聞に頼ることになり、ラベンダー油で火傷の治療を行ったエピソードは伝説化され、ガットフォセが精油の薬効を発見しアロマテラピーが始まったきっかけとして、次のような内容で広まった。
このエピソードは広く知られているが、誤りを含んでおり、正確なものではない。
ガットフォセはAromathérapie （1937年）の中で、「防腐保存」の節に、豚を使った動物実験の結果の次に、精油の防腐効果を示す一例として、自身の体験を次のように記している。
当時は抗生物質がなかったため、ガス壊疽は命に関わる症状だった。ガットフォセの火傷はガス壊疽に達していたことから重篤なものであったと考えられ、入院は長期に及んだといわれる。ラベンダー油を火傷に用いたのも、事故当時ではない。おそらく退院後に、プロヴァンス地方でのラベンダー油を使った民間療法を思い出し、ラベンダー油を火傷の治療に用いたと考えられている。
ロバート・ティスランドは、この事件について次のように注釈を加えている。
ガットフォセ自身は著作で、この事件が精油の薬理効果に注目するきっかけであったとは述べておらず、火傷事件以前から民間での精油療法を知っていたと考えられている。また同時代に、ガットフォセ以外の医師や科学者も、精油の医学利用を研究していたため、この事件がアロマテラピーまたは近代アロマテラピーの誕生の契機であるとは言いがたい。しかし、この誤りを含んだ伝説は、アロマテラピーが誕生したきっかけとして欧米や日本で広く喧伝され、教室や民間検定で事実として教えられた。Aromathérapie の英訳・日本語訳が出版され事実関係の確認が容易になった後も、伝説が歴史的事実として語られることが少なくない。

### 日本語版目次
- 第1章　人、動物、植物の匂い
  - 人の匂い
  - 動物の匂い
  - 植物は香る
- 第2章　精油の分類
  - テルペンレス・エッセンスの分類
  - 芳香成分の分類
  - いくつかの芳香物質の特徴
- 第3章　古代の薬局方にあるエッセンス
  - 異国の薬局方にあるエッセンス
  - 現代薬局方にあるエッセンス
- 第4章　精油に関するより最近の研究
  - 成分の一般的な特性について
  - ユーカリ・エッセンス成分の考察
  - 芳香族アルコール・エーテル・アルデヒド・ケトン・フェノールの特性
  - 商業的エッセンスを治療に用いる失敗の理由
  - ビタミンとエッセンス
- 第5章　アロマテラピー
  - 呼吸器系へのエッセンスの作用
  - 芳香性誘導法
  - 脂質の不利な点について
  - 昏睡状態の事故と精油を用いる誘導法
  - 注水神経へのエッセンスの作用
  - 消化器系へのエッセンスの作用
  - 皮膚へのエッセンス作用
  - 性病学
  - 産科と婦人科
  - 獣医学
  - その他のエッセンスの適用
  - 防腐保存
  - 静脈瘤性潰瘍
  - 弛緩性創傷
- 第6章　精油の抗毒性試験
  - 実験
  - 薬理的な成果
  - 実践的な成果
  - 細胞保護作用のエッセンス
  - 芳香性湿布
  - バルネオロジー[26]
  - 歯科手術と精油
  - 精油の毒性
- 付録
  - ガットフォセの経歴
  - ガットフォセの著作
  - 参考文献
  - 編著者 ロバート・ティスランドによるノート
  - 索引 他

## 注
1. ↑  大学で化学を学び香料の研究を行ったが、博士ではない。
2. 1 2 3 4 5 6 7 8 9 10 11 12 13 14 15 16 17 18 19 20 21 22 23 24 25  ルネ＝モーリス・ガットフォセ 著、ロバート・ティスランド 編著 『ガットフォセのアロマテラピー』 前田久仁子 訳、フレグランスジャーナル社、2006年
3. ↑  ルネ・モーリス・ガットフォセの一生　パート1 Île des fleurs Paris Tomomi
4. ↑  Bibliography SOLYVIA
5. ↑  当時抗生物質はまだ誕生していない。
6. ↑  ただし彼は、治療に精油を使った最初の人物ではなく、それを記載した初めての人物でもない。アラビアやヨーロッパでは、伝統的に精油は医療に広く利用されていた。また、彼と同時期に、精油の医学的利用を研究した人物も複数存在する。
7. ↑  ジュリア・ローレス 著 『エッセンシャルオイル図鑑』 武井静代 訳、東京アロマセラピーカレッジ、1998年
8. 1 2  ルネ・モーリス・ガットフォセの一生　パート2 Île des fleurs Paris Tomomi
9. ↑  香水に使う精油は脱テルペン処理がされたものである。
10. ↑  1906年から1912年には香料の新製法が発展し、現代的な香水の製造が可能になっていった。ハエンセル（旧チェコスロバキアのピルナ出身）によってテルペンレス・エッセンス（脱テルペン精油）が作りだされ、天然の精油がより一定した品質で、溶解しやすい形で利用できるようになった。（Aromathérapie では、「エッセンス」と「精油」が混同されて用いられている。香水業界では、圧搾法で得られた柑橘類の芳香成分を「エッセンス」として精油と区別する場合も多い。）またグラース市で花から抽出したアブソリュート・エッセンスが製造されるようになった。
11. ↑  アロマテラピー関連書を多数翻訳する高山林太郎は、ガットフォセの家族に確認したところ、火傷を負った事故があったのは1915年であると述べている。
12. ↑  塩田清二著　≪香りはなぜ脳に効くのか≫続き 高山林太郎
13. 1 2 3  ルネ・モーリス・ガットフォセの一生　パート3 Île des fleurs Paris Tomomi
14. ↑  精油の医療面での利用は、一時期注目されたが、抗生物質が一般化するとほとんど忘れられてしまった。
15. 1 2 3 4 5 6  ルネ=モーリス・ガットフォセ情報の誤り 動物のアロマセラピー最新情報
16. ↑  鳥居鎮夫 編集 『アロマテラピーの科学』 朝倉書店、2002年
17. 1 2  アロマテラピー検定テキスト2級 日本アロマテラピー協会（現日本アロマ環境協会）、2002年第3版
18. ↑  Gattefossé’s burn Robert Tisserand
19. 1 2  アロマテラピー余話 高山林太郎
20. 1 2 3  歴史は変わる　アロマも変わる rosemary days
21. ↑  ガス壊疽とは、ガス産生を伴う感染症の総称である。ウエルシュ菌などの嫌気性桿菌が傷に侵入して起こる。菌は土の中や人、動物のフンの中に存在する。感染すると急速に皮膚や筋肉組織が破壊され腐敗し、悪臭のあるガスを発生する。そのガスが感染組織に閉じこめられ全身状態を強く侵す。治療をしない場合すぐに死に至る。
22. ↑  塩田清二 著 『〈香り〉はなぜ脳に効くのか アロマセラピーと先端医療』 NHK出版、2012年
23. ↑  香水に利用するのはテルペンレス精油であったため、ガットフォセの手近にあった精油はテルペンレス精油であったと推測されること、また後の著作でテルペンレス精油を強く推奨していることから、火傷の治療に利用したのはラベンダーのテルペンレス精油であったと考えられている。ガットフォセはテルペンが容易に酸化すること、脱テルペン処理を行わない精油は水・グリセリン・および溶剤）濃縮アルコール、エーテル、ベンゼン等以外）に溶けないこと、精油の刺激性や毒性はテルペンに起因すると指摘し、テルペンレス精油の利点を強調している。これに対しティスランドは、必ずしもテルペン除去によって精油の安全性が高まるとは言えないと述べている。
24. ↑  精油（エッセンス）の効果と作用④ 高山林太郎
25. ↑  アロマテラピーって調べて行くと習った内容と実は違う事がゴロゴロでてくる①アロマテラピー発祥話 アロマとアンチドーピングの薬剤師のブログ
26. ↑  温泉療法